# 강원특별자치도홍천교육지원청
강원특별자치도홍천교육지원청(江原特別自治道洪川敎育支援廳, Hongcheon Office of Education)은 대한민국 강원특별자치도 홍천군을 관할하는 강원특별자치도교육청 산하의 교육지원청이다.
교육장은 장학관으로 보한다.

## 산하기관

### 초등학교
| - 구송초등학교 - 남산초등학교 - 내촌초등학교 - 노천초등학교 - 대곡초등학교 * 동창초등학교 - 두촌초등학교 - 매산초등학교 - 명덕초등학교 | - 모곡초등학교 - 강야분교 - 반곡초등학교 - 삼생초등학교 - 삼포초등학교 - 서석초등학교 - 청량분교 - 항곡분교 - 석화초등학교 - 속초초등학교 - 월운분교 - 좌운분교 | - 오안초등학교 - 원당초등학교 - 율전초등학교 - 방내분교 - 주봉초등학교 - 와동분교 - 창촌초등학교 * 철정초등학교 - 한서초등학교 | - 협신초등학교 - 홍천초등학교 - 화계초등학교 - 노일분교 - 성동분교 - 대룡분교 - 화촌초등학교 |

### 중학교
| - 내면중학교 - 내촌중학교 - 동화중학교 | - 두촌중학교 - 서석중학교 - 양덕중학교 | - 팔렬중학교 - 한서중학교 - 홍천여자중학교 | - 홍천중학교 - 화촌중학교 |

## 같이 보기
- 대한민국 교육부